# Száraz csigagomba
A száraz csigagomba (Hygrophorus penarius) a csigagombafélék családjába tartozó, Európában honos, lombos erdőkben élő, ehető gombafaj. 

## Megjelenése

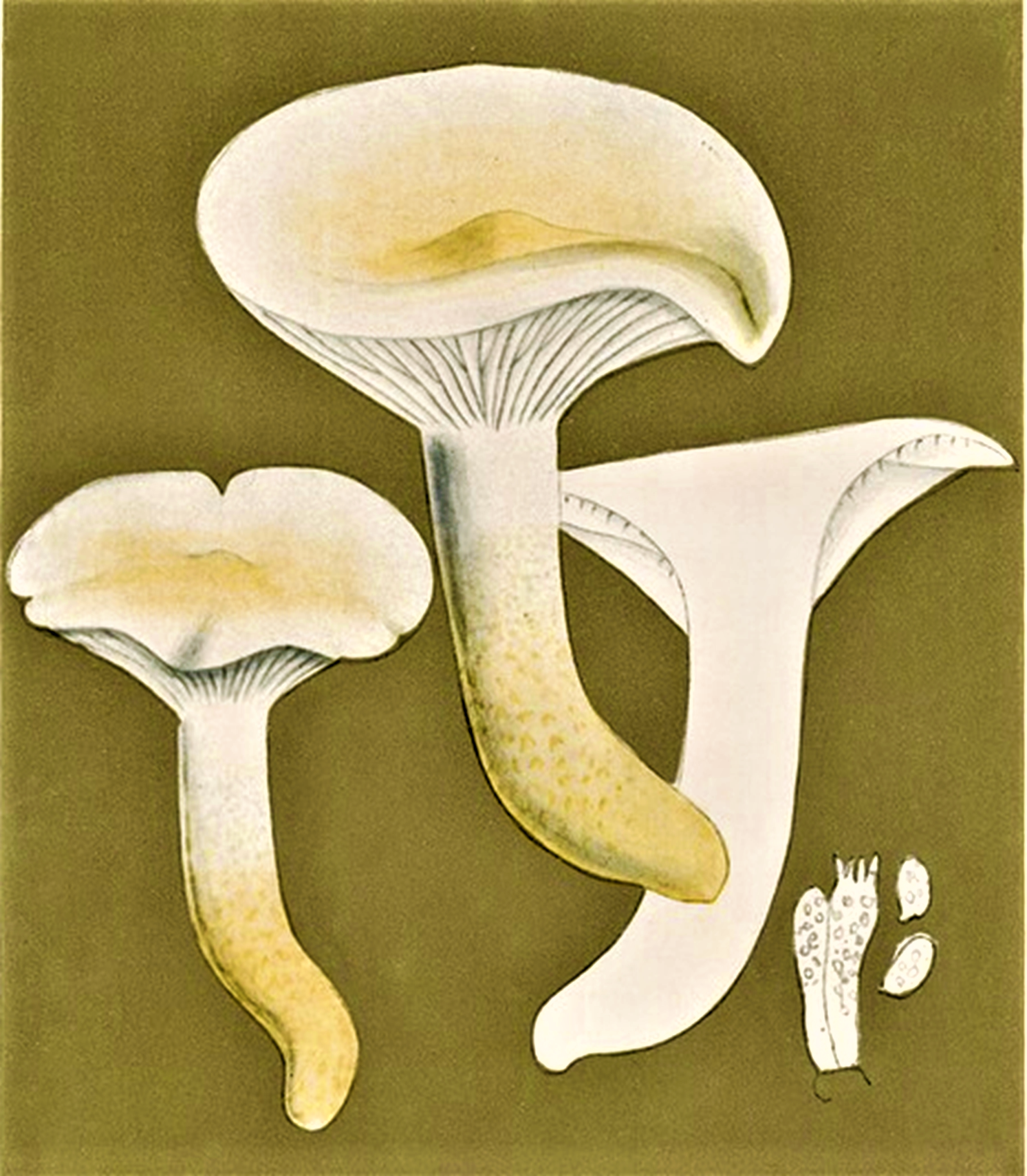

A száraz csigagomba kalapja 5–11 cm széles, alakja eleinte domború, majd laposan, némileg bemélyedően kiterül; közepén kissé púpos lehet. Színe fehér, idősen elefántcsontszínű, a közepe okkeres. Felszíne száraz, nedves időben kissé tapadós de hamar megszárad. Széle begöngyölt, később szabálytalanul aláhajló
Húsa kemény, színe fehér. Gombaszagú, esetleg kissé olajosan kellemetlen, íze nem jellegzetes.  
Viszonylag ritkás lemezei lefutók, gyakran villásan elágaznak. Színük fehér vagy csontszínű. 
Tönkje 5–8 cm magas és 1–2 cm vastag. Alakja hengeres vagy a tövénél orsószerűen keskenyedő. Színe fehéres, felszíne a csúcsánál korpás-szemcsés.
Spórapora fehér. Spórája elliptikus vagy ovális, sima, mérete 6–8 × 4,5–5 µm.

### Hasonló fajok
Más csigagombákkal (elefántcsont-csigagomba, nagy csigagomba stb.) lehet összetéveszteni. Hasonlíthat hozzá a galambpereszke, de annak lemezei sűrűbben állnak és nem lefutóak, tönkje alján kékesen foltos.

## Elterjedése és termőhelye
Európában honos. Magyarországon nem gyakori.
Lomberdőben, főleg meszes talajú tölgyesekben, bükkösökben él. Szeptembertől novemberig terem. 
Ehető. 